# محمد عباس أبو الريش
صحافي سوداني، يعتبر رائد الصحافة الأدبية في السودان خلال العقد الرابع  من القرن العشرين 

## مولده ونشأته
ولد محمد عباس أبو الريش في حي بري في الخرطوم  لأسرة ثرية ومتعلمة من قبيلة المحس عام 1908، وتلقى تعليمه الجامعي في كلية غوردون التذكارية، قسم الكتبة والمحاسبين، وحسب محجوب عمر باشري الذي وضع كتابا بعنوان (رواد الفكر السوداني) فقد نشأ أبو الريش في بيئة اهتمت بالقراءة والثقافة والادب، لذلك شرع فور تخرجه إلى تأسيس  مكتبة النهضة عام 1929، في مكان بوسط الخرطوم أزيل فيما بعد وبني في محله سوق الذهب وقد اهتم أبو الريش في مكتبته بجلب الكتب التي تهم المثقفين السودانيين إضافة إلى الكتب الإسلامية .

## مجلة النهضة
كان النشر وإصدار الصحف في السودان إلى ما قبل عام 1930 يخضع إلى رقابة صارمة وإلى تضييق شديد في منح التراخيص، غير أن الحكومة الاستعمارية في السودان أصدرت أول قانون متسامح للصحافة في سبتمبر  1930، فتقدم محمد عباس أبو الريش بطلب لإصدار مجلة باسم (النهضة السودانية) فتمت الموافقة على طلبه، لتصدر المجلة عددها الأول في يوم الاحد 4 أكتوبر 1931، وكانت المجلة قبل صدورها رسميا بموجب القانون تنسخ باليد وتوزع على نطاق ضيق للأصدقاء والمقربين، ولكن النهضة بعد صدورها مطبوعة أصبحت أول مجلة أدبية سودانية، ووصل عدد المطبوع منها إلى ثلاثة آلاف نسخة وقد جمعت صفحات المجلة عددا كبيرا من المثقفين السودانيين في ذلك الوقت وكان من بين من شارك في تحريرها وإنتاجها محمد أحمد محجوب الذي أصبح فيما بعد رئيسا للوزراء واسماعيل العتباني وأحمد يوسف هاشم وعبد الله ميرغني ويوسف مصطفى التني والذين أصبحوا فيما بعد من كبار نجوم الصحافة السودانية .

## انطفاء الشعلة سريعا
كانت مجلة النهضة تصدر إسبوعيا بانتظام، وأوقف رئيس تحريرها محمد عباس أبو الريش قلمه على الافتتاحية والتعليق على المشكلات الاجتماعية وتبويب المجلة والاتصال بالأدباء والشعراء وفقد عقد أواصر الصداقة والمودة مع أبناء جيله وبين الأدباء المعروفين في تلك الفترة
ولكن وبعد نحو ثلاثة أشهر من صدور المجلة مرض رئيس تحريرها مرضا شديدا وتولى محمد أحمد محجوب القيام بأعباء المتابعة وتحرير المجلة ولم يلبث رئيس التحرير أن توفي متأثرا بمرضه في مارس 1932 ومن بعده لم تصمد المجلة سوى أسابيع معدودة قبل أن تتوقف وقد صدر منها ثلاثون عددا، ولم يكن صاحبها قد تجاوز الخامسة والعشرين من عمره.

## رائد الصحافة الأدبية
يقول عنه محجوب عمر باشري في كتابه (رواد الفكر السوداني) إن أبو الريش (يعد من الكتاب الرواد في ميدان  الثقافة، كما أنه رائد الصحافة الأدبية المتخصصة، تلمح في أفكاره نزعة الإصلاح والتدرج والدعوة لحب الوطن، والإسلوب الواضح المجرد من المحسنات ومباشرة مخاطبة القارئ وتلمح في مقالاته إثر القراءة والمتابعة لما يكتبه العمالقة في مصر وترى أنه قد قرأ في الاداب الغربية وتابع ما كانت تنشره مكتبة جامعة إكسفورد وما كانت تختاره دار إفري مان وما كانت تنشره مكتبة المفكرين) .